# Otto Waalkes
Otto Waalkes (* 22. července 1948 Emden) je německý bavič a herec. V Německu se stal známým v 70. a 80. letech díky svým představením, knihám a filmům. Byl blízkým přítelem tenistky Steffi Grafové, která se také představila ve filmu Otto – Der Außerfriesische. Otto Waalkes má se svou první manželkou jednoho syna (jmenuje se Benjamin Karl Otto Grigori Waalkes), v současnosti je ale ženatý s herečkou Evou Hassmannovou.

## Diskografie
- Otto (1973)
- Otto (die zweite) (1974)
- Oh, Otto (1975)
- Das 4. Programm (1976)
- Das Wort zum Montag (1977)
- Ottocolor (1978)
- Der Ostfriesische Götterbote (1980)
- Otto versaut Hamburg (1981)
- Hilfe Otto kommt! (1983)
- Die CD - Das Allerbeste (1995)
- Das Live Album (1996)
- Einen Hab ich noch (1998)
- Ostfriesland und Mehr (2001)
- Only Otto (2002)
- Otto - Die DVD (2003)
- Otto - Die ersten 15 Jahre (2004)
- 100 Jahre Otto (2006)
- Zwergensong (2006)

## Filmografie
- Otto – Der Film (1985)
- Otto – Der neue Film (1987)
- Otto – Der Außerfriesische (1989)
- Otto – Der Liebesfilm (1992)
- St. Pauli Nacht (1999)
- Otto – Der Katastrophenfilm (2000)
- Ottifanten – Kommando Störtebeker (2001)
- 7 Zwerge – Männer allein im Wald (2004)
- Crazy Race 2 – Warum die Mauer wirklich fiel (2004)
- Siegfried (2005)
- 7 Zwerge – Der Wald ist nicht genug (2006)